# رنه-شارل گیلبر دو پیکسره‌کور
رنه-شارل گیلبر دو پیکسره‌کور (به فرانسوی: René-Charles Guilbert de Pixérécourt) نمایش‌نامه‌نویس قرن هجدهم میلادی اهل فرانسه است.